# Institut Momentum
L'Institut Momentum és un laboratori francès d'idees i prospectiva creat l'any 2011 en la forma jurídica d'associació per iniciativa d'Agnès Sinaï. Es dedica a temes relacionats amb l'Antropocè, les polítiques de decreixement, el risc de col·lapse i la col·lapsologia.

## Història
L'Institut va ser fundat el 2011 per Agnès Sinaï, periodista mediambiental, professora a Sciences Po Paris. És, sobretot, la directora dels llibres Thinking about Degrowth: Politics of the Anthropocene, Economics of After Growth (2015) i Governing Degrowth (2017) coeditat per Mathilde Szuba. Aquests llibres són el resultat dels seminaris organitzats per l'Institut Momentum des dels seus inicis.
L'Institut reuneix investigadors, periodistes, enginyers i actors associatius i un nucli dur de cofundadors format per personalitats com Yves Cochet i Philippe Bihouix.

## Organització
L'Institut es constitueix seguint la llei d'associació de 1901 francesa amb un consell d'administració de 10 persones i una junta de 4 persones.
Després d'haver estat presidit primer per Agnès Sinaï i després, del 2014 al 2021, per Yves Cochet, l'Institut torna a ser presidit per Agnès Sinaï des del febrer de 2021.